# Девушка у озера
«Девушка у озера» (итал. La ragazza del lago) — кинофильм режиссёра Андреа Молайоли, вышедший на экраны в 2007 году. Экранизация романа Карин Фоссум.

## Сюжет
На берегу одного из живописных озер северной Италии находят труп местной девушки. Расследовать дело берётся пожилой комиссар Санцио. Опрашивая местных жителей, каждый из которых был знаком с погибшей, он погружается в тайны их запутанных семейных отношений и обнаруживает, что многие из них могли бы совершить это преступление по тем или иным причинам.

## В ролях
| Актёр                  | Роль                       |
| ---------------------- | -------------------------- |
| Тони Сервилло          | комиссар Санцио            |
| Валерия Голино         | Кьяра Канали               |
| Фабрицио Гифуни        | Коррадо Канали             |
| Анна Бонаюто           | жена Санцио                |
| Денис Фазоло           | Роберто                    |
| Нелло Маския           | Альфредо                   |
| Джулия Микелини        | Франческа                  |
| Фаусто Мария Скьяраппа | инспектор Лоренцо Сибольди |
| Франко Равера          | Марио                      |
| Алессия Пьован         | Анна Надаль                |

## Награды и номинации
- 2007 — два приза Венецианского кинофестиваля: приз Pasinetti Award лучшему актеру (Тони Сервилло), приз Isvema Award за лучший первый фильм (Андреа Молайоли)
- 2008 — 10 премий Давид ди Донателло: лучший фильм (Андреа Молайоли), режиссёр (Андреа Молайоли), режиссёр-дебютант (Андреа Молайоли), продюсер (Франческа Чима, Никола Джулиано), актёр (Тони Сервилло), сценарий (Сандро Петралья), операторская работа (Рамиро Чивита), монтаж (Джоджо Франкини), звук (Алессандро Дзанон), визуальные эффекты (Паола Трисольо, Стефано Маринони)
- 2008 — 5 номинаций на премию Давид ди Донателло: лучшая актриса (Анна Бонаюто), актёр второго плана (Фабрицио Гифуни), музыка (Техо Теардо), работа художника (Алессандра Мура), грим (Фернанда Перес)
- 2008 — две премии «Золотой глобус» (Италия): лучший первый фильм (Андреа Молайоли), лучший сценарий (Сандро Петралья)
- 2008 — три премии «Серебряная лента» Итальянского национального синдиката киножурналистов: лучший режиссёр-дебютант (Андреа Молайоли), лучший актёр (Тони Сервилло), лучший сценарий (Сандро Петралья)
- 2008 — три номинации на премию «Серебряная лента» Итальянского национального синдиката киножурналистов: лучший продюсер (Франческа Чима, Никола Джулиано), лучшая операторская работа (Рамиро Чивита), лучшая актриса второго плана (Анна Бонаюто)

## Дополнительная информация
- Фильм был снят в провинции Удине, в частности на озере Laghi di Fusine.